# Ammoulianí
Ammoulianí o Amoliani (en griego: Αμμουλιανή) es una isla del Mar Egeo, en el Golfo Singítico, cuerpo de agua que separa la península de Sitonia de la de Acté (Monte Athos). Administrativamente, pertenece a la Unidad periférica de Calcídica, dentro de la Periferia de Macedonia Central. La isla cuenta con una población total de 542 habitantes según el censo realizado en 2001: es una de las islas más pobladas de Grecia entre las que no son municipios. Es la única isla habitada de la Unidad periférica de Calcídica y la más cercana al Monte Athos.

## Historia

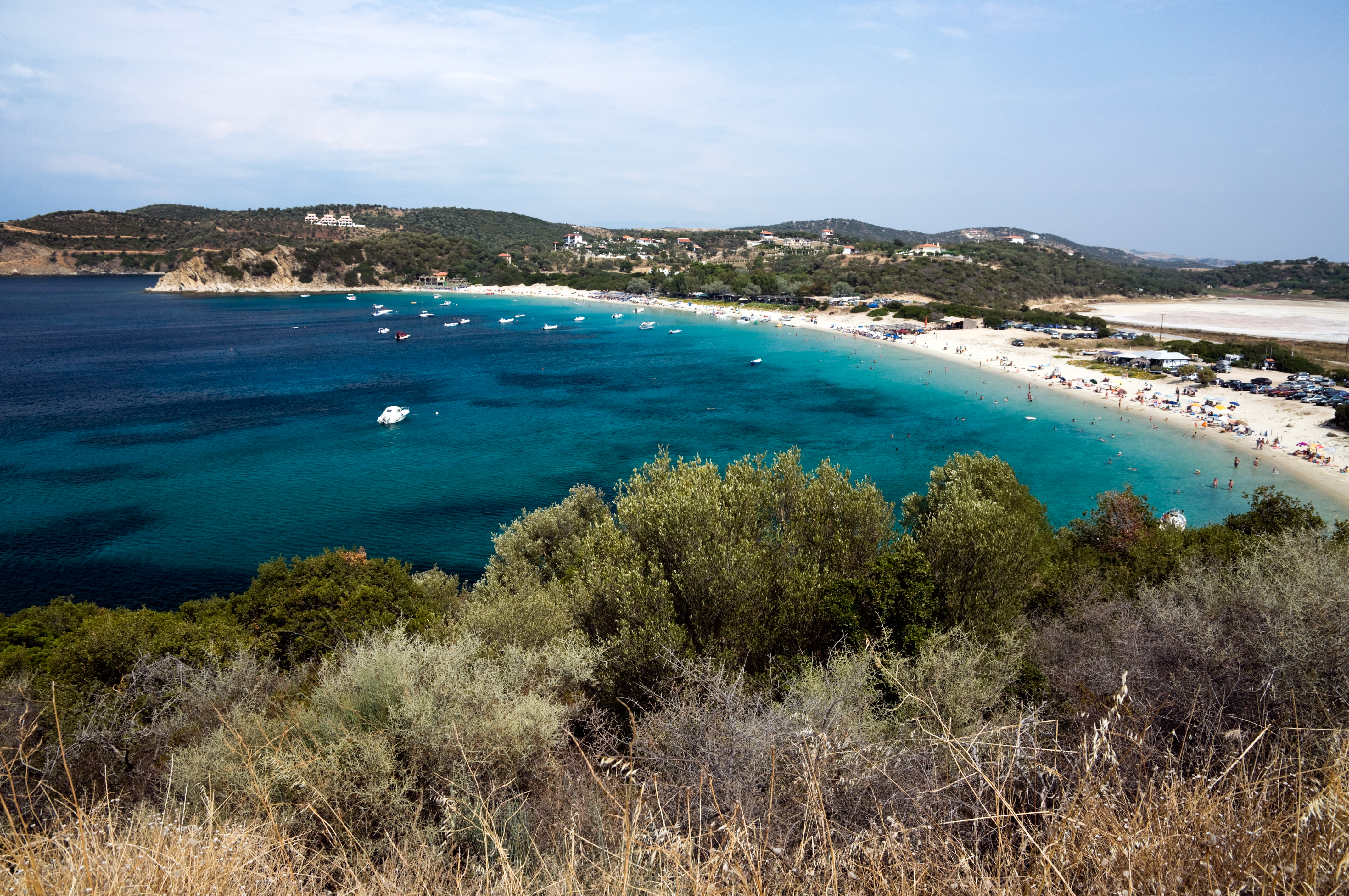
Chrysí Paralía

La isla fue una dependencia de Vatopedi hasta 1935, hasta entonces habitada con 2 - 3 monjes con 20 asistentes dedicados al cultivo del olivo, a la ganadería y a la vida religiosa. En ese mismo año, la isla sirvió de refugio a muchos de los griegos expulsados de Asia Menor, especialmente griegos residentes en las islas de Galleme, Passalimani y Skoupia.

## La isla en la actualidad

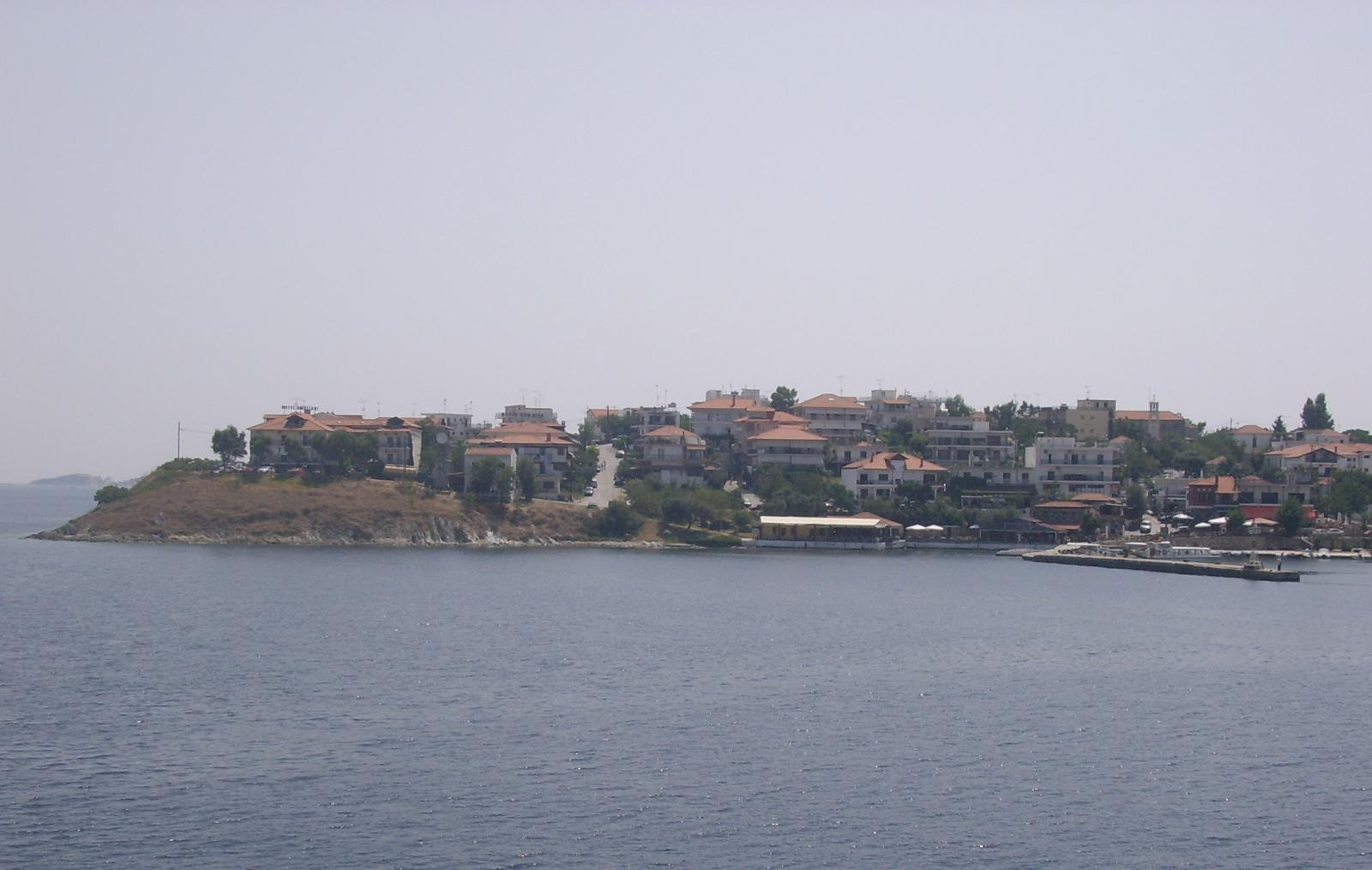
Vista de la ciudad.

En la actualidad, la isla es parte de la Municipalidad de Estágira y Ácanto. La isla cuenta con una escuela infantil y primaria, una farmacia y una estación de policía. 

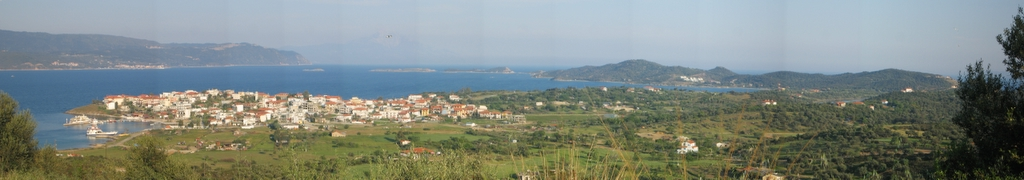
Vista panorámica de la isla.

 Los cerca de 500 habitantes permanentes de la isla se dedican a la pesca y al turismo. Algunas de las playas más importantes son las de Alykes, Agios Georgios y la de Megali Ammouda. La parte antigua de la iglesia es el arsenal del puerto, construido con arquitectura típica del Monte Athos. En abril hay 1fiestas en honor a Agios Georgios.

## Cómo llegar a la isla

### Por avión
El aeropuerto más cercano es el Aeropuerto de Tesalónica.

### Por autobús
El punto más cercano al que se puede llegar en autobús es Trypití, conectado por líneas regulares con Salónica.

### Por barco
Puede llegarse a la isla desde Trypití con el Barco Nocturno (4€ ida y vuelta), o con el ferry (2€ por persona).